# آقا رحیم‌لی
آقا رحیم‌لی (به لاتین: Ağarəhimli) یک منطقه مسکونی در جمهوری آذربایجان است که در شهرستان ساعتلی واقع شده است.